# La Malle de San Antonio
Pour plus de détails, voir Fiche technique et Distribution.
La Malle de San Antonio (Una pistola per cento bare) est un western spaghetti hispano-italien réalisé par Umberto Lenzi et sorti en 1968,.

## Synopsis
Jim Slade est soldat, mais aussi Témoin de Jéhovah et refuse donc de se servir d'armes. Il est alors condamné à deux ans de travaux forcés. Lorsqu'il retourne dans sa ville natale de Tucson après avoir été gracié et libéré sans honneur, il trouve ses parents assassinés. Grâce à son ami Cassidy, il apprend l'identité des quatre bandits coupables : Jeff Logan, les frères Butcher et un Texan. Jim apprend rapidement à se servir des armes et se lance à la poursuite des criminels. Il sauve Logan de la potence, et le fait parler : le texan s'appelle Corbett. Jim élimine les frères Butcher et poursuit sa quête de Corbett. Jim arrive au Texas, à Gulberstone, où il rencontre le prédicateur laïc Douglas, à l'occasion d'une confrontation avec des bandits dans un saloon.
Or ces bandits sont membres de la bande de Corbett, qui lui-même prépare une attaque contre la banque de cette ville : en effet la banque attend des fonds mensuels, et Corbett a pour cette raison préparé des embuscades sur chaque route qui mène à la banque ; Slade parvient malgré tout à sortir de la ville et à organiser la lutte contre les bandits, tandis que dans un asile d'aliénés voisin, certains pensionnaires s'échappent à la suite d'un incendie catastrophique et apportent désormais d'autres malheurs à la ville. Le Texan, seul survivant de la bande, révèle à Slade que Douglas, jusque-là insoupçonné, est le financier des gangsters. Jim parvient à arrêter le faux prédicateur dans un cimetière, où s'est également retranché l'un des fous, et à le vaincre en duel.

## Fiche technique
- Titre français : La Malle de San Antonio ou Un pistolet pour cent cercueils ou Pistolet pour un massacre[3]
- Titre original italien : Una pistola per cento bare[4]
- Titre espagnol : El sabor del odio[5]
- Réalisation : Umberto Lenzi
- Scénario : Marco Leto d'après une histoire originale d'Eduardo Manzanos Brochero
- Photographie : Alejandro Ulloa
- Montage : Daniele Alabiso (it)
- Musique : Angelo Francesco Lavagnino
- Décors : Galicia et Cubero
- Costumes : Walter Patriarca (it)
- Maquillage : Raul Ranieri, Vincente Vasquez
- Production : Salvatore Alabiso, Eduardo Manzanos-Brochero
- Société de production : Tritone Cinematografica, Copercines
- Pays de production :  Italie •  Espagne
- Langue originale : italien
- Format : Couleur • 2,35:1 • Son mono • 35 mm
- Durée : 86 minutes
- Genre : Western spaghetti
- Dates de sortie :
  - Italie : 24 août 1968
  - Espagne : 7 juillet 1969 (Barcelone) ; 21 septembre 1970 (Madrid)
  - France : 12 août 1970

## Distribution
- Peter Lee Lawrence :  Jim Slade
- John Ireland :  Douglas
- Gloria Oçaña : Marjorie
- Eduardo Fajardo : Chavel, le fou
- Julio Peña : Mayor
- Raf Baldassarre : Verdugo
- Piero Lulli :  J. Texas Corbett
- Franco Pesce (en) :  Old Ben
- Andrea Scotti :  Le forgeron
- Calisto Calisti : Cassidy
- Paola Natale :  Elizabeth
- Francisco Braña : Joe, le cocher de la diligence
- José Jaspe : David, le fou
- Víctor Israel : Barrett, le fou
- Franco Narducci : Le tavernier
- Ivan Scratuglia
- Luis de Tejada
- Agustín Bescos
- Antonio Cintado
- Fabián Conde
- Juan Fairen
- Jesús Guzmán
- Vicente Haro (es)
- Rafael Hernández (es)
- José Marco Davó
- Armando Calvo
- Miguel del Castillo : Glaerstone Banker
- Leonidas Guerra
- Miguel Guzmán
- Joaquín Parra
- Giovanni Petrucci : Jeff Mortimer Logan
- Alfonso Rojas : Percy, Townsman
- Gino Turini : Freddy Butcher

## Accueil critique
Selon le Lexikon des internationalen Films, le film est un « western italien invraisemblable et violent, réalisé selon le schéma habituel ». « C'est un western assez conventionnel », a également jugé le critique dans Il Resto del Carlino, ajoutant : « Lenzi a cependant une mise en scène dynamique ». Le critique Christian Keßler (de) fait également remarquer que « Lenzi n'avait pas de talent particulier pour le western. On le remarque à la désinvolture de sa caractérisation, qui rend les personnages non seulement bidimensionnels, mais hautement invraisemblables ».